# Алексеев, Александр Алексеевич (художник)
Александр Алексеевич Алексе́ев (1811—1878) — русский живописец.

## Биография
Выходец из крепостных крестьян. В юности был дворовым мальчиком вдовы гвардии прапорщика О. Г. Куминой, в сельце Лубеньки, Кашинского уезда Тверской губернии. Затем поступил в ученики к Никифору Степановичу Крылову, мастеру-иконописцу бродячей артели, расписывавшей иконостас в имении князя А. П. Путятина. После этого, вместе с Крыловым поступил в ученики к А. Г. Венецианову, который обратил внимание на одарённого юношу в апреле 1825 года. Такой поворот в жизни Алексеева стал возможен потому, что имение Венецианова находилось поблизости и от его малой родины, и от имения князя Путятина — в Тверской губернии. 
Став учеником родоначальника русской бытовой живописи, Алексеев получил возможность полностью изменить свою жизнь. В 1826 году он стал «пенсионером» (стипендиатом) Императорского общества поощрения художеств и учеником Академии Художеств в Санкт-Петербурге. 21 сентября 1827 года Алексеев получил 1-ю серебряную медаль Академии, а 22 января 1829 года — 2-ю золотую, за картину «Перспективный вид мастерской Венецианова», которая экспонировалась на академической выставке 1827 года, и в дальнейшем была куплена П. П. Свиньиным.  29 декабря 1832 года Алексеев получил звание свободного художника.
Немногим раньше он написал оригинальный образ Богоматери «Всех скорбящих радость» для домовой церкви Обуховской больницы (1829 год). В 1830 году им были выставлены в Академии пять портретов: 3 мужских, 1 женский и пятый, детский — «Девочка с розой». По отзыву академика живописи Мокрицкого, также ученика Венецианова, Алексеев хорошо писал с натуры, но особенно хорошо ему удавалось копирование работ старых мастеров.
Впоследствии Алексеев был учителем рисования в учебных заведениях Псковской, Архангельской и Олонецкой губерний.

## Галерея
- Мастерская А. Г. Венецианова, 1827, Государственный Русский музей.
- Молодая девушка в русском костюме, 1837.